# Marco Camisani Calzolari
Marco Camisani Calzolari (nacido en marzo de 1969) es un profesor universitario, autor y personalidad de televisión italiano-británico especializado en comunicaciones digitales, transformación e Inteligencia Artificial. Camisani Calzolari presta asesoramiento al Gobierno y a la policía italianos sobre IA ética y seguridad digital y presenta el segmento digital del programa de noticias italiano Striscia la Notizia. Su investigación llamó la atención internacional en 2012 tras crear un algoritmo capaz de identificar a los usuarios reales de Twitter de los falsos usuarios de 'bots'.
Marco Camisani Calzolari fue nombrado Policía Honorario por la Policía Estatal Italiana y Caballero de la República Italiana.

## Biografía
Camisani Calzolari nació en Milán, Italia, donde comenzó su carrera de televisión, siendo presentador en el proveedor local LA7 (2001). En 2008, Camisani Calzolari se trasladó al Reino Unido, donde fundó varias startups digitales. Ahora es ciudadano británico por naturalización y presentó su candidatura para convertirse en "Freeman of the City" en junio de 2022.
En 2024, Marco Camisani Calzolari comenzó a desempeñarse como Presidente y Profesor Adjunto del curso optativo Ciber-Humanidades dentro del programa de grado en Medicina y Cirugía en la Università Vita-Salute San Raffaele de Milán.
El 14 de mayo de 2024, Camisani Calzolari fue condecorado Caballero de la República Italiana (Orden de la Estrella de Italia).
En 2024, Marco Camisani Calzolari fue nombrado Policía Honorario por la Policía Estatal Italiana por su compromiso en la lucha contra la ciberdelincuencia y la promoción de la seguridad digital. También recibió el Premio Keynes Sraffa 2024 de la Cámara de Comercio e Industria Italiana para el Reino Unido. Además, fue distinguido con el Sello Universitario de la Università degli Studi della Tuscia (Viterbo) por sus esfuerzos en la difusión del conocimiento tanto en Italia como en el extranjero.

## Carrera académica
Camisani Calzolari comenzó su carrera académica en la Universidad de Milán en 2007, llegando a dirigir un curso sobre Comunicación Corporativa y Lenguajes Digitales en la Universidad IULM de Milán entre 2007 y 2010. Durante este tiempo, Camisani Calzolari publicó su primera obra escrita bajo el título 'Impresa 4.0'.
Tras trasladarse a Londres, Camisani Calzolari se centró en las startups digitales, entre ellas 'Digitalevaluation ltd', donde publicó los resultados de su estudio sobre el algoritmo de Twitter. Tras su publicación, aceptó un puesto como Profesional Asociado en el Centro de Cultura, Medios y Regulación (CCMR, por sus siglas en inglés) de la Universidad Brunel de Londres y, posteriormente, otro puesto en una universidad británica como Profesor de Comunicación Digital en la Escuela de Negocios LCA.
Camisani Calzolari regresó a Italia para impartir clases sobre la Comunicación Digital Interactiva en la Universidad de Milán. De 2017 a 2023, desempeñó varias funciones en la Universidad Europea de Roma, entre ellas la de Profesor Adjunto y Catedrático de Comunicación Digital, y publicó The Fake News Bible en 2018.
En 2024 se convirtió en coordinador científico de un Master en la Università San Raffaele de Milán.

### Estudio sobre los seguidores falsos en Twitter
En 2012, las investigaciones de Camisani Calzolari llamaron la atención del público tras la publicación de sus conclusiones en un estudio en el que analizaba los seguidores de personajes públicos y corporaciones de alto perfil. Desarrolló un algoritmo informático con el que pretendía distinguir a los seguidores reales de los "bots" generados informáticamente. El algoritmo recopilaba datos correlativos de la actividad humana, como tener un nombre, una imagen, una dirección física, utilizar signos de puntuación y actividad entre cuentas. Se consideró que los usuarios auténticos de Twitter habían escrito al menos 50 publicaciones y poseían más de 30 seguidores propios. Los resultados condujeron al escrutinio de varias personas y empresas por comprar presuntamente seguidores.

### Publicaciones
Camisani Calzolari es conocido sobre todo por su trabajo para mejorar la accesibilidad a soluciones digitales y tecnológicas de uso cotidiano en el ámbito empresarial y personal. Su trabajo en el ámbito digital y de las comunicaciones ha sido publicado en varias publicaciones, entre ellas: Cyberhumanesimo (2023) The Fake News Bible (2018), First Digital Aid for Business (2015), The Digital World (2013), Escape from Facebook (2012), Enterprise 4.0. Camisani Calzolari también fue protagonista de un estudio de caso de la University College de Londres (UCL) titulado Marco Camisani-Calzolari: the Digital Renaissance Man.

## Trabajo gubernamental
Desde 2023, Camisani Calzolari es miembro del Comité de Coordinación sobre Inteligencia Artificial en la Presidencia del Consejo de Ministros y es asesor en Habilidades Digitales y Diseñador de iniciativas para el Departamento de Transformación Digital. También ejerce como portavoz oficial de la Policía Estatal, enseñando a los ciudadanos cómo prevenir amenazas digitales, evitar estafas digitales y explicar casos penales.
Desde agosto de 2024, Marco Camisani Calzolari se ha desempeñado como experto para la Agencia Italiana de Ciberseguridad Nacional (ACN). En octubre del mismo año, también se convirtió en miembro del grupo de trabajo sobre el Código de Prácticas para la IA de Propósito General de la Comisión Europea.

## Trabajo en televisión
Camisani Calzolari presenta un segmento digital para Striscia la Notizia, un programa de televisión satírico italiano en Canale 5, gestionado por Mediaset.
Presentó en segmentos semanales que incluyen: RAI 1 - Digital First Aid (Programa de televisión - 2014 a 2017) en el programa "Uno Mattina" como experto digital; RTL 102.5 - Technology Space (Programa de radio - 2012 a 2017) en el programa de noticias de la mañana como experto digital (100 episodios de 2012 a 2017); DIGITALK Talkshow (2004) como anfitrión de Digitalk; Misterweb (Programa de televisión - 2001 a 2002), presentó el programa de televisión «MisterWeb», en "LA7".
Marco Camisani Calzolari fue testimonial en varias campañas de comunicación institucional del Departamento de Transformación Digital de Italia. Estas incluyen iniciativas para la promoción de los Punti Digitale Facile, la concienciación sobre la Directiva NIS2 en materia de ciberseguridad y el impulso de la adopción de la Tarjeta de Identidad Electrónica (CIE).

## Refererencias
1. 1 2  Garofalo, Luigi (24 de octubre de 2023). «IA Committee, the names of the 13 members appointed for Palazzo Chigi by Undersecretary Butti». Consultado el 22 de noviembre de 2023.
2. 1 2  «Postale: campagna di prevenzione sui rischi della Rete». Polizia di stato. Italian State Police official website. Consultado el 11 de septiembre de 2023.
3. 1 2  «Striscia La Notizia: Marco Camisani-Calzolari». Striscia La Notizia. Consultado el 10 de septiembre de 2023.
4. 1 2 3  «Marco Camisani-Calzolari: Pavia». Consultado el 11 de septiembre de 2023.
5. ↑  «TechTalk con Marco Camisani Calzolari». la Repubblica (en italiano). 6 de julio de 2021. Consultado el 29 de julio de 2024.
6. 1 2  Polleschi, Ilaria. «Robots crowd Twitter brand profiles: study». Reuters. Consultado el 10 de septiembre de 2023.
7. 1 2 3 4  Vogt, Andrea (22 de julio de 2012). «Hot or bot? Italian professor casts doubt on politician's Twitter popularity». Guardian. Consultado el 10 de septiembre de 2023.
8. ↑  City Of London Corporation. «Mr. Chamberlain's list of applicants for the Freedom of the City:-». Consultado el 26 de enero de 2024.
9. 1 2  «Una breve clip della mia presentazione al Master in Comunicazione della Scienza e della Salute». Audible UK. Consultado el 5 de marzo de 2025.
10. ↑  «Cavaliere dell'Ordine della Stella d'Italia (già Stella della solidarietà italiana)». Presidenza della Repubblica: Italia. Consultado el 11 de junio de 2024.
11. ↑  «*** ATTO COMPLETO ***». www.gazzettaufficiale.it. Consultado el 29 de julio de 2024.
12. ↑  Miele, Fulvio (29 de septiembre de 2024). «A Marco Camisani Calzolari il titolo di poliziotto ad honorem» (en it-IT). Consultado el 5 de marzo de 2025.
13. ↑  «Marco Camisani Calzolari insignito del titolo di Poliziotto ad honorem». Polizia Postale (en italiano). 5 de marzo de 2025. Consultado el 5 de marzo de 2025.
14. ↑  «45th Annual Conference». The Italian Chamber of Commerce and Industry for the UK (en inglés estadounidense). Consultado el 5 de marzo de 2025.
15. ↑  «Unitus, Marco Camisani Calzolari riceve il sigillo d'Ateneo». finanza.repubblica.it (en italiano). Consultado el 5 de marzo de 2025.
16. ↑  «Members of the Scientific Committee». Fondazione Comunica. Consultado el 25 de enero de 2024.
17. ↑  «Beware the tweeting crowds». The Economist. ISSN 0013-0613. Consultado el 29 de julio de 2024.
18. ↑  Giacomazzi, Franco; Calzolari, Marco Camisani (2008). Impresa 4.0. Marketing e comunicazione digitale a 4 direzioni. Mondadori. ISBN 978-88-7192-505-9. Consultado el 3 de febrero de 2024.
19. 1 2  Squires, Nick (23 de julio de 2012). «Human or 'bot'? Doubts over Italian comic Beppe Grillo's Twitter followers». Telegraph. Consultado el 10 de septiembre de 2023.
20. ↑  «marco camisani calzolari – CIM – Università di Pavia». Consultado el 25 de enero de 2024.
21. ↑  «Books by Marco Camisani Calzolari». Good Reads. Consultado el 3 de febrero de 2024.
22. 1 2  Squires, Nick (23 de julio de 2012). «Human or 'bot'? Doubts over Italian comic Beppe Grillo's Twitter followers». Telegraph. Consultado el 10 de septiembre de 2023.
23. 1 2  «Presentation of National Cybersecurity Agency’s annual report to Parliament». www.governo.it (en inglés). 24 de abril de 2024. Consultado el 5 de marzo de 2025.
24. ↑  Paolo Taticchi, Melina Corvaglia-Charrey. «Marco Camisani-Calzolari: The Digital Renaissance Man». UCL school of management.
25. ↑  Cruciani, Alessia (2 de marzo de 2023). «Spid? The electronic identity card is more secure." The plan of Alessio Butti, undersecretary for Innovation». Corriere Della Serra. Consultado el 10 de septiembre de 2023.
26. ↑  «Da Polizia di Stato e Airbnb i consigli per evitare le truffe online, con Marco Camisani Calzolari testimonial, per prenotare le vacanze in sicurezza - Questura di Rimini | Polizia di Stato». questure.poliziadistato.it. Consultado el 29 de julio de 2024.
27. ↑  «Seconda videopillola di Acn sulla NIS 2: dal 1° dicembre aperte le registrazioni». ACN (en it-IT). Consultado el 5 de marzo de 2025.
28. ↑  «Marco Camisani Calzolari Bio». University of Pavia. Consultado el 5 de marzo de 2025.
29. ↑  «Marco Camisani Calzolari: inviato». Striscia la Notizia. Consultado el 7 de diciembre de 2021.
30. ↑  «UnoMattina». RAI 1. Consultado el 11 de septiembre de 2023.
31. ↑  Guimaraes, Celia (18 de julio de 2014). «Quelllo Scritore e un bot». RAI News. Consultado el 11 de septiembre de 2023.
32. ↑  Com, Red (5 de diciembre de 2014). «Marco Camisani Calzolari in tv con l'alfabetizzazione digitale». PrimaPress.IT. Consultado el 11 de septiembre de 2023.
33. ↑  «Al via la Campagna di Comunicazione Istituzionale per la promozione dei Punti Digitale Facile». Dipartimento per la trasformazione digitale (en italiano). Consultado el 5 de marzo de 2025.
34. ↑  «L’ACN lancia una campagna di sensibilizzazione sulla NIS». ACN (en it-IT). Consultado el 5 de marzo de 2025.
35. ↑  «Parte la campagna ‘CIE già’ della Presidenza del Consiglio dedicata alla Carta d’Identità Digitale». www.engage.it (en italiano). Consultado el 5 de marzo de 2025.